# Taepodong-2

Taepodong-2:s uppskattade räckvidd.

Taepodong-2 (TD-2) är en nordkoreansk trestegs ballistisk robot och är en efterföljare till roboten Taepodong-1. 
Mycket litet är känt om robotens egenskaper utanför Nordkorea men man beräknar att den i trestegsversionen kan ha en räckvidd på omkring 4500-6000 kilometer. Taepodong-serien är baserad på den internationellt kända Scud-roboten som bland annat användes av Irak under Kuwaitkriget och har plats för cirka 700-1000 kg last. Detta gör att den kan beväpnas med kärnvapenstridsspetsar och stridsspetsar som innehåller biologiska eller kemiska vapen (förutom de konventionella sprängmedel som alla robotar kan bära med sig). Taepodong-2 kan även användas för att skjuta upp satelliter.
Taepodong-2 provsköts den 5 juli 2006 från robotbasen Musudan-ri i Nordkorea men havererade efter endast 35-40 sekunder och störtade i havet. Provskjutningen orsakade en internationell diplomatisk kris då USA och Japan tidigare sagt att man överväger sanktioner mot Nordkorea om man fortsätter med sitt robotprogram. 
Den 15 juli 2006 antog FN:s säkerhetsråd en resolution som kräver att Nordkorea upphör med utvecklingen av sitt robotprogram och därmed även Taepodong-2.
Dock skedde ännu en provskjutning den 4 april 2009 och raketdelar landade i havet på bägge sidor av Japan. Enligt Nordkorea befinner sig roboten i omloppsbana runt jorden (satellit).[källa behövs]